# Nueva Matmata
Nueva Matmata es una ciudad de Túnez, a uns 23 km de Gabès, en la gobernatura de Gabes, y cabecera de su delegación. La ciudad fue construida en la década de 1970 después de la destrucción de la antigua Matmata en un terremoto en 1969. Tiene una población de unos 6000 habitantes. Su actividad económica se centra en la agricultura. A 4 km al sur se encuentra el concejo rural de Beni Issa. La delegación de Nueva Matmata tiene en total 18.440 habitantes.